# Harviestoun Castle

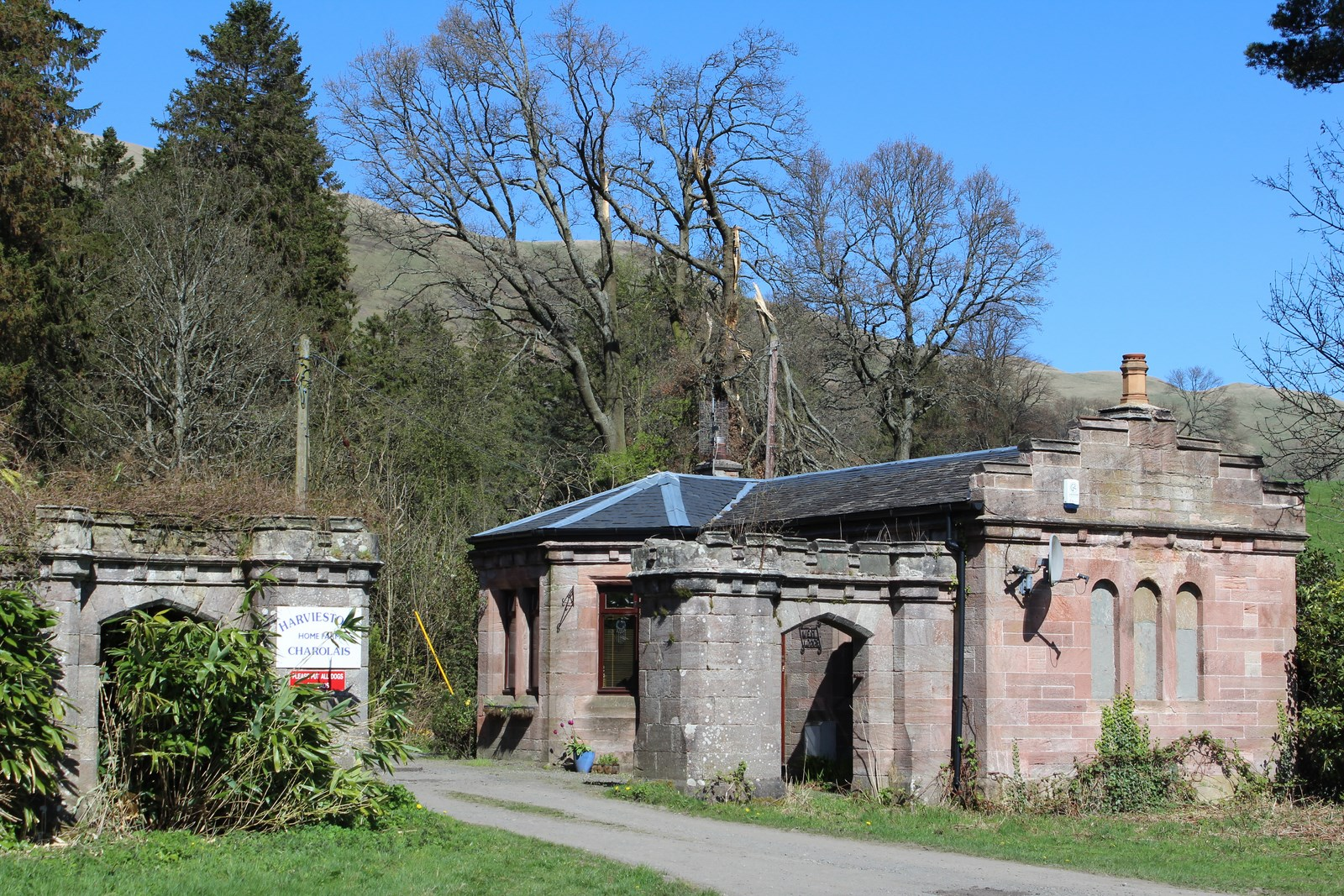
Westpforte von Harviestoun Castle

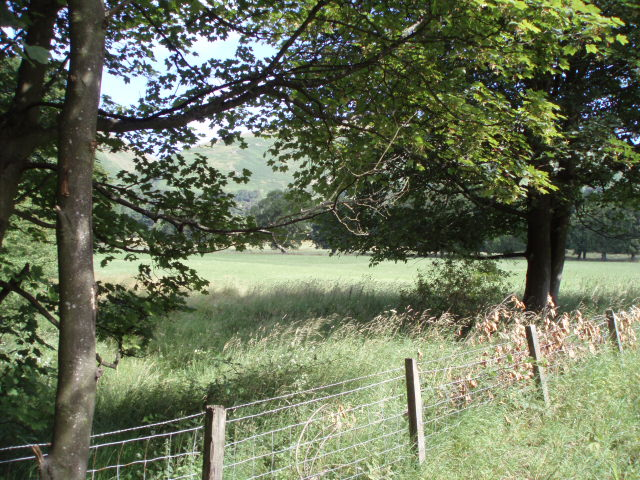
Flächen des Gutshofs

Harviestoun Castle war ein Herrenhaus nahe der schottischen Stadt Tillicoultry in der Council Area Clackmannanshire. Das Gebäude stammt ursprünglich aus dem 18. Jahrhundert und wurde erstmals 1804 unter anderem um zwei einstöckige Flügel erweitert. Ein weiterer Ausbau wurde in den 1860er Jahren durch Hinzufügung einer Bibliothek und eines Vorbaus vorgenommen. Im Jahre 1865 zerstörte ein Brand Harviestoun Castle und die Ruine wurde 1970 abgerissen. Das Hauptgebäude war zuletzt dreistöckig mit Fenstern auf fünf vertikalen Achsen und schloss mit Türmchen an den Kanten. Auch die niedrigeren Flügel waren mit Türmchen versehen. Einzelne Gebäudeteile wiesen Elemente des Tudorstils auf. Heute sind nur noch einige Außengebäude erhalten, von denen sowohl der zugehörige Bauernhof als auch die Stallungen als Einzelbauwerke in den schottischen Denkmallisten in der Kategorie B verzeichnet sind.

## Harviestoun Castle Home Farm
Der Gutshof von Harviestoun Castle (Lage) wurde um 1820 oder 1830 errichtet und später erweitert. Die ausgedehnte Anlage besteht aus mehreren Gebäuden, die zunächst einstöckig gebaut wurden, später aber teilweise um ein Stockwerk aufgestockt wurden. Die Stallungen sind symmetrisch aufgebaut. Die Giebel der Satteldächer sind als Staffelgiebel gearbeitet und mittig ragt ein Oktogon auf. In der Nähe beider Gebäudeenden verlaufen diagonal identische Bauernhäuser, die Motive des Tudorstils aufweisen und mit Pyramidendächern abschließen.

## Harviestoun Castle Stables
Die Stallungen von Harviestoun Castle (Lage) stammen aus dem späten 18. Jahrhundert. Das symmetrisch aufgebaute zweistöckige Bauwerk besteht aus Quaderstein und besitzt insgesamt 13 Fenster. Der mittige Gebäudeteil mit drei Fenstern tritt ein Stück hervor; ebenso die beiden äußeren Enden mit jeweils zwei Fenstern.